# Matej Kazár
Matej Kazár (ur. 10 maja 1983 w Koszycach) – słowacki biathlonista, mistrz świata w biathlonie letnim.

## Osiągnięcia

### Igrzyska olimpijskie
| Rok  | Miejscowość | Konkurencje | Konkurencje | Konkurencje | Konkurencje | Konkurencje | Konkurencje | Konkurencje |
| Rok  | Miejscowość | IN          | SP          | PU          | MS          | RL          | MR          | SR          |
| ---- | ----------- | ----------- | ----------- | ----------- | ----------- | ----------- | ----------- | ----------- |
| 2006 | Turyn       | –           | 57.         | 52.         | –           | –           | –           | nd.         |
| 2014 | Soczi       | 19.         | 37.         | 23.         | 15.         | 12.         | 5.          | nd.         |

### Mistrzostwa świata
| Rok  | Miejscowość          | Konkurencje | Konkurencje | Konkurencje | Konkurencje | Konkurencje | Konkurencje | Konkurencje |
| Rok  | Miejscowość          | IN          | SP          | PU          | MS          | RL          | MR          | SR          |
| ---- | -------------------- | ----------- | ----------- | ----------- | ----------- | ----------- | ----------- | ----------- |
| 2005 | Hochfilzen           | –           | 76.         | –           | –           | 14.         | –           | nd.         |
| 2006 | Pokljuka             | –           | –           | –           | –           | –           | 13.         | nd.         |
| 2008 | Östersund            | 86.         | 42.         | 37.         | –           | 9.          | –           | nd.         |
| 2009 | Pjongczang           | –           | 73.         | –           | –           | –           | –           | nd.         |
| 2011 | Chanty-Mansyjsk      | 92.         | 78.         | –           | –           | –           | –           | nd.         |
| 2012 | Ruhpolding           | 40.         | 29.         | 24.         | –           | 12.         | 7.          | nd.         |
| 2013 | Nové Město na Moravě | 52.         | 30.         | 29.         | –           | 10.         | 7.          | nd.         |
| 2015 | Kontiolahti          | 42.         | 33.         | 42.         | –           | 11.         | –           | nd.         |
| 2016 | Oslo                 | 73.         | 57.         | 44.         | –           | 12.         | 17.         | nd.         |
| 2017 | Hochfilzen           | 29.         | 77.         | –           | –           | 12.         | –           | nd.         |
| 2019 | Östersund            | 40.         | 49.         | 45.         | –           | 18.         | –           | –           |
| 2023 | Oberhof              | 95.         | 93.         | –           | –           | –           | 16.         | –           |
| 2024 | Nové Město           | –           | –           | –           | –           | 23.         | –           | –           |

### Puchar Świata

#### Miejsca w klasyfikacji generalnej
| Sezon     | Miejsce           |
| --------- | ----------------- |
| 2007/2008 | 84.               |
| 2010/2011 | 83.               |
| 2011/2012 | 55.               |
| 2012/2013 | 48.               |
| 2013/2014 | 64.               |
| 2014/2015 | 55.               |
| 2015/2016 | 41.               |
| 2016/2017 | 77.               |
| 2017/2018 | 74.               |
| 2018/2019 | 79.               |
| 2022/2023 | niesklasyfikowany |